# Site archéologique des Hardillères
Le site archéologique des Hardillères est un site archéologique situé à Rilly-Sainte-Syre, en France.

## Localisation
Le site archéologique est situé sur la commune de Rilly-Sainte-Syre, dans le département français de l'Aube.

## Historique
L'édifice est inscrit au titre des monuments historiques en 1995.